# Tripleurospermum heterolepis
Tripleurospermum heterolepis là một loài thực vật có hoa trong họ Cúc. Loài này được (Freyn & Sint.) Bornm. miêu tả khoa học đầu tiên năm 1944.